# Veribubo heteropterus
Veribubo heteropterus är en tvåvingeart som först beskrevs av Paramonov 1927.  Veribubo heteropterus ingår i släktet Veribubo och familjen svävflugor.
Artens utbredningsområde är Armenien. Inga underarter finns listade i Catalogue of Life.